# Mycobacterium leprae
Mycobacterium leprae a fost descoperit ca agent etiologic al leprei în anul 1869 de medicul norvegian „Gerhard Armauer Hansen” (1841-1912). Boală care în prezent există în mai multe țări cu climă tropicală. Bacteria se dezvoltă în celelule macrofage (celule cu rol de apărare a organismului) și celule Schwann (celule gliale care formează o teacă protectoare de mielină a axonului neuronal).
Infecția cu Mycobacterium leprae, după o incubație lungă de luni sau ani de zile, bacteria produce inflamații tumorale urmat de ulcerații prin distrugerea nervilor și descompunerea țesuturilor pe fața bolnavului sau prin căderea extremităților.
Boala apare la toate mamiferele și om, un caz de excepție fiind animalele din grupa furnicarului și leneșului ordinul (Cingulata) familia (Dasypodidae) care au temperatura corpului mai scăzută.
Acest fapt este deosebit de important în cecrcetarea bolii și în producerea vaccinului.
Bacteria leprei fiind o până în prezent singura bacteria care nu s-a reușit înmulțirea ei pe medii de cultură din laborator.